# Belvárosi Színház (2004-től)
A Belvárosi Színház Budapest befogadószínházainak egyike, a Károly körúton, mely 2004-ben nyitotta meg kapuit. A nevén kívül nincs kapcsolata Bárdos Artúr 1917 és 1951 között ezen a néven működő társulatával.

## A színházról
Az addig moziként működő műemléki védelem alatt álló épületet 2003-ban a Komondor Holding Zrt. vásárolta meg, majd nevezte át Belvárosi Színházzá, és végezte a felújításokat. Első megbízott igazgatója 2004 decemberétől Kovács József volt. Kezdetben elsősorban operett-előadásokat láthatott a közönség, hiszen a Pesti Vigadó felújítása miatt, az eleve befogadószínháznak szánt épületet azonnal az Interoperett vette bérbe. 
2010-től az Orlai Produkciós Iroda bérli, melynek bár nincs állandó társulata vagy játszóhelye, nagyszínpadi előadásai szinte állandó otthont kaptak az épületben.
Az épület adottságainak köszönhetően folyamatosan rendeznek ott önálló koncerteket, előadói esteket is.

## Az épületről

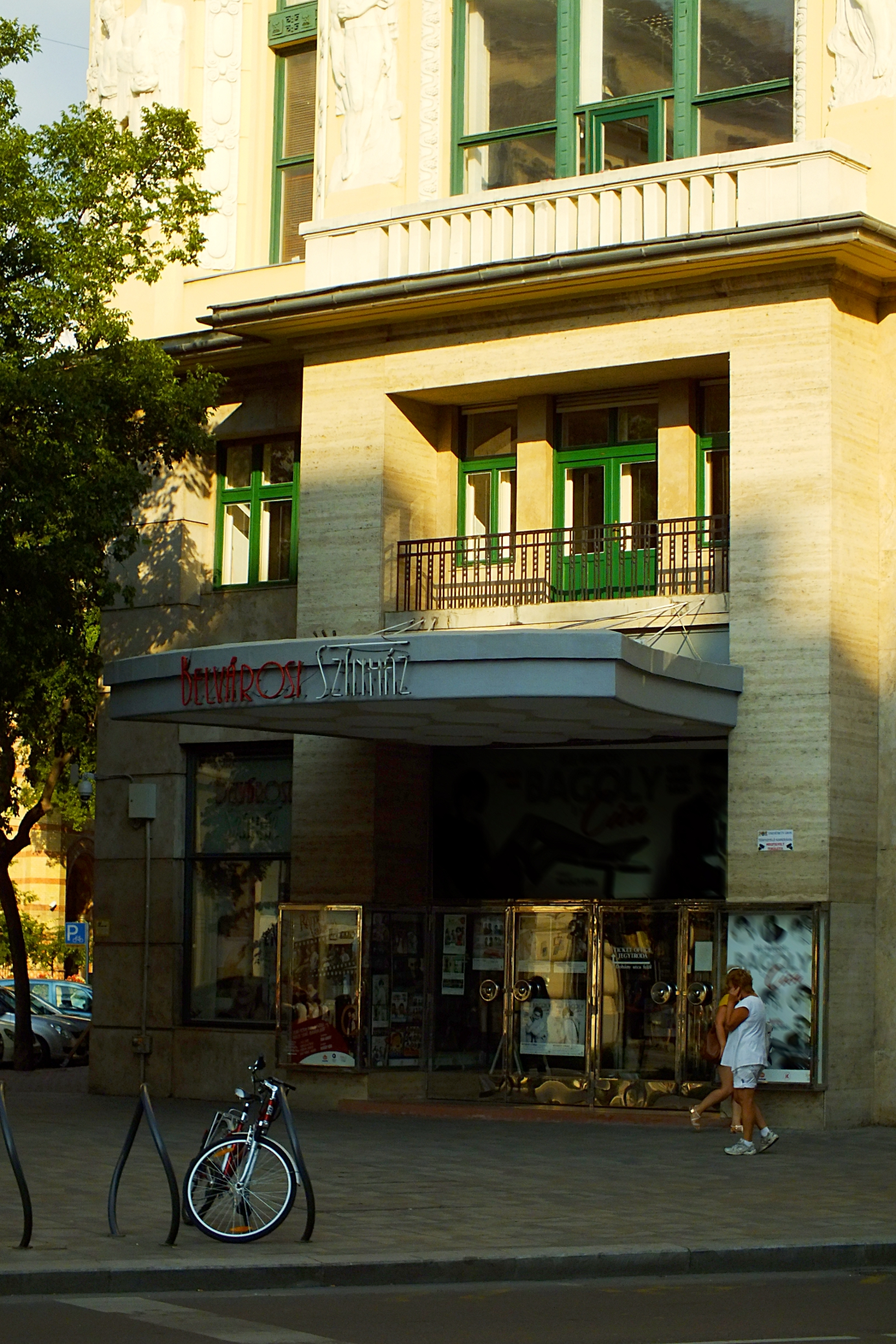
A Belvárosi Színház bejárata

Az 1957–1989 közötti Filmmúzeum, majd az 1991–2003 közötti Broadway Mozi területe 2002-ben kapott műemléki védettséget.
1911–1913 között, az Első Katonai Biztosító Intézet bér- és székházának épült Hoepfner Guidó és Györgyi Géza műépítész terve alapján. Az akkor az épület alagsorában működő étterem és mulató helyén 1938-ban Domány Ferenc terve alapján Szüts Jenő építette meg az ezredfordulóig a film szentélyeként üzemelő kör alakú hatalmas mozitermet. A nézőtér kialakítása kagylószerű és legyező alakú volt, így biztosított egyenletes látási viszonyok mellett kedvező térhatást. A nézőtér felett, arra napkorongszerűen boruló a korra jellemző álmennyezet látható. A színház belsőépítészeti kialakítására az art déco jellemző, az épület bauhaus stílusban épült. Az épület tetején egykor öt, art déco stílusú kupola állt, azonban ezeket az 1950-es években elbontották.
Az 1938-as állapothoz képest az idők folyamán a mozi földszintje két helyiséggel bővült, melyekből iroda és porta lett. Az előtérben egy pénztárfülke is volt, és egy 4 m hosszú előtető, melynek felső síkja a csapadékelvezetés miatt a homloksík felé lejtett, így pontosan egy síkba került az előcsarnok mennyezetével. Ekkor még az első pinceszinten helyezkedett el a mozi előcsarnoka és büféje mellett a ruhatár is, mely azóta egy szinttel lejjebb került.
2003-ban, a mozi bezárásával kezdődött meg az épület rekonstrukciója, majd színházzá való átépítése, de korszerű berendezésekkel megtartották mozi jellegét is. A színpad méretét ezért a lehető legnagyobbra növelték, formáját megőrizve. Alakja és mérete szabálytalan. Az 1938-ban feltöltött zenekari árkot kibontották és újraépítették, 19 zenész számára alakítva ki.